# Dawn Primarolová
Dawn Primarolová (* 1954) je britská politička, členka Labouristické strany.
Narodila se v Londýně. V letech 1987-2015 zasedala za Labouristickou stranu v britském parlamentu. Ve vládě Gordona Browna zastávala nejdříve funkci ministryně zdravotnictví, později ministryně pro záležitosti dětí, mládeže a rodiny. V roce 2015 jí byl udělen titul baronky.